# بين شورلي
بين شورلي (بالإنجليزية: Ben Chorley)‏ هو لاعب كرة قدم بريطاني في مركز الدفاع، ولد في 30 سبتمبر 1982 في Sidcup ‏ في المملكة المتحدة. لعب مع ستيفيناغ بوروه وميلتون كينز دونز ونادي أرسنال ونادي بروملي ونادي برينتفورد ونادي بورتسموث ونادي ترانمير روفرز ونادي غيلينغهام ونادي ليتون أورينت ونادي ويمبلدون.

## وصلات خارجية
- بين شورلي على موقع قاعدة بيانات كرة القدم.إي يو (الإنجليزية)
- بين شورلي على موقع Soccerbase.com (لاعب) (الإنجليزية)
- بين شورلي على موقع Soccerway.com (الإنجليزية)